# میدان لافایت (سنت لوئیس)
میدان لافایت (به انگلیسی: Lafayette Square) یک شهرک و محله در ایالات متحده آمریکا است که در میزوری واقع شده‌است. میدان لافایت ۲٬۰۷۸ نفر جمعیت دارد.